# سفيد أب (خلخال)
سفيد أب هي قرية في مقاطعة خلخال، إيران. عدد سكان هذه القرية هو 344 في سنة 2006.